# Thomas January
Thomas Thurston January né le 8 janvier 1886 à Saint-Louis et mort le 25 janvier 1957 dans la même ville est un joueur de soccer américain.

## Biographie
Avec le Christian Brothers College High School (en), il participe au tournoi olympique de football de 1904, l'équipe remportant la médaille d'argent. Il joue avec ses deux frères Charles et John, qui participent également au tournoi. Tom January est le joueur de football le plus connu des trois frères January, et est capitaine de l'équipe.
Il joue également au baseball pour l'équipe universitaire.
Le reste de sa vie, January travaille en tant que policier à Saint-Louis.